# Serolina clarella
Serolina clarella är en kräftdjursart som beskrevs av Gary C.B. Poore1987. Serolina clarella ingår i släktet Serolina och familjen Serolidae. Inga underarter finns listade i Catalogue of Life.